# Gymnocalycium taningaense
Gymnocalycium taningaense ist eine Pflanzenart in der Gattung Gymnocalycium aus der Familie der Kakteengewächse (Cactaceae). Das Artepitheton taningaense verweist auf das Vorkommen der Art bei Taninga in der argentinischen Provinz Córdoba.

## Beschreibung
Gymnocalycium taningaense wächst anfangs einzeln und später sprossend mit graugrünen, abgeflacht kugelförmigen Trieben und erreicht bei Durchmessern von 4,5 bis 6 Zentimetern Wuchshöhen bis 2,5 Zentimeter. Die neun bis elf flachen Rippen weisen schwache kinnartige Vorsprünge auf. Die dünnen, nadelförmigen, geraden bis leicht gebogenen Dornen sind rötlich braun bis gräulich braun und werden später grau. Die ein bis zwei Mitteldornen, die auch fehlen können, sind bis zu 1,1 Zentimeter lang. Die sieben bis zehn seitwärts und abwärts gerichteten Randdornen werden 3 bis 8 Millimeter lang.
Die weißen Blüten besitzen einen gelben Schlund. Sie erreichen eine Länge von 4 bis 5,5 Zentimeter und einen Durchmesser von 3 bis 4,5 Zentimeter. Die blaugrünen, in der Regel keulenförmigen Früchte werden bis zu 2 Zentimeter lang.

## Verbreitung, Systematik und Gefährdung
Gymnocalycium taningaense ist in der argentinischen Provinz Córdoba in Höhenlagen von 500 bis 1500 Metern verbreitet.
Die Erstbeschreibung erfolgte 1990 durch Jörg Piltz.
In der Roten Liste gefährdeter Arten der IUCN wird die Art als „Least Concern (LC)“, d. h. als nicht gefährdet geführt.

## Nachweise